# Edge (videogioco)
Edge è un videogioco puzzle platform game sviluppato e pubblicato dalla azienda di videogiochi francese Mobigames nel 2008.

## Modalità di gioco

Il giocatore è un quadrato che si deve muovere e andare in un punto che gli farà vincere il livello.